# ハインケル HeS 1
ハインケル HeS 1（Heinkel Strahltriebwerk 1 、HeS 1）は、最初期の遠心式ターボジェットエンジン。理論実証試験のみに用いられた。

## 概要
イギリス空軍の下士官フランク・ホイットルが1929年に出願した遠心式ターボジェットエンジンに関する特許は、機密扱いされず専門誌などで広く紹介されたため、各国の空軍や技術者が注目し一部では後追いが始まった。
その中の1人が、ゲッティンゲン大学工学部で流体力学を専攻する大学院生だったハンス・フォン・オハインで、ホイットルの物より更にシンプルな単板斜流ラジアルタービンを用いる別形式を発案して1933年に特許出願し、友人のマックス・ハーン（Max Hahn ）が経営する自動車整備工場の一角を借り、翌1934年から自費1,000マルクを投じてジェットエンジンの基礎実験に着手した。
博士課程終了後も継続的な開発を望んだオハインは、1936年に恩師ロベルト・ポール（Robert Wichard Pohl  ）の紹介で試作ジェットをエルンスト・ハインケルに見せたところ即座にハインケルに採用され、本格的な開発が始まった。
翌1937年3月、オハインが製図し同社の板金職人が手作りした初号機HeS 1の試運転を開始した。これはドイツにおいて、外部動力なしに継続運転に成功した最初のターボジェットエンジンとなった。これはホイットルの試作初号機 W.U.の稼動とほぼ同時だった。この HeS 1 は、相似形の単板遠心式圧縮器とタービン部を背中合わせに配置し、その間の外周にドーナツ状の直流アニュラー型燃焼器を設けた、極めて大径で粗野なものだった。
1号機では当初、高速燃焼する気体水素を用いて10,000 rpmで静止推力115 kgfと、試験結果は計画値通りでかつ安定していたが、ホットセクションが溶解し修理した際に、気化器を付加して揮発油で運転できるよう改造された後は、種々の問題に直面したため、灯油トーチを流用したバーナーが燃焼器に組み合わされた。
スケールアップ版の HeS 2 を経て、単体飛行可能な世界初のターボジェットエンジン HeS 3 へと発達し、オハインらは航空史上不滅の偉業を成し遂げた。